# Новая повесть о доме Тайра: Сидзука и Ёсицунэ
«Новая повесть о доме Тайра: Сидзука и Ёсицунэ» (яп. 新・平家物語　静と義経, син хэйкэ моногатари сидзука то ёсицунэ) — японский исторический фильм-драма режиссёра Кодзи Симы, вышедший на экраны в 1956 году. По роману Эйдзи Ёсикавы, в основе которого лежат средневековые сказания о доме Тайра. Третий, завершающий фильм трилогии компании «Дайэй» о преданиях дома Тайра. Два предыдущих фильма — «Новая повесть о доме Тайра» (1955, реж. Кэндзи Мидзогути) и «Новая повесть о доме Тайра: Ёсинака и три его женщины» (1956, реж. Тэйноскэ Кинугаса).

## Сюжет
Весной третьего года правления Дзюэй (1184 год) Ёсицунэ Минамото, разбив войска Тайра в битве при Итинотани, вернулся в столицу. Напуганный его популярностью, старший брат Ёсицунэ, Ёритомо, отстраняет его от руководства армией. Лишь Сидзука, первая танцовщица столицы, может утешить оскорблённого Ёсицунэ. Когда дом Тайра — известного врага Минамото — вновь поднял свои знамёна у бухты Данноура, Ёритомо возвращает к делам искусного полководца Ёсицунэ. Ёсицунэ наносит поражение армии Тайра, и в Японии наступает мир. Любовь Ёсицунэ и Сидзуки ещё больше обострила отношения между братьями. Тогда, не желая новых междоусобиц, Ёсицунэ покидает столицу со своими малочисленными вассалами. Но власти арестовывают Сидзуку. Сидзуку отправляют в Камакуру и там подвергают строгому допросу. Сидзука ни за что не хочет сказать, куда скрылся Ёсицунэ. В это время в храме Хатимангу в Камакуре начинается большой праздник. Ёритомо пожелал увидеть знаменитый танец в белых одеждах, который лучше всех танцевала Сидзука. Сидзука исполняет этот танец перед сидящими в ряд могущественными людьми и поёт о своей любви к Ёсицунэ.

## В ролях
- Тикагэ Авасима — Сидзука
- Кэндзи Сугавара — Ёсицунэ
- Кёко Кагава — Юрино
- Эйдзи Фунакоси — Нориёри Минамото
- Синтаро Кацу — Ноёити Насу
- Кэн Уэхара — Ёритомо
- Айко Мимасу — Ёмогико
- Мицуко Мито — Масако
- Гандзиро Накамура — Асатори
- Ёсихиро Хамагути — Мусасибо
- Ёити Фунаки — Таданобу Сато
- Эйтаро Синдо — Юкиэ Сингу
- Тиэко Хигасияма — монахиня

## Премьеры
- — национальная премьера фильма состоялась 28 ноября 1956 года в Токио[1].